# Lewis Armistead
Lewis Addison Armistead (18 de febrero de 1817 - 5 de julio de 1863) fue un oficial del Ejército de los Estados Unidos de carrera que fue nombrado general de brigada en el Ejército de los Estados Confederados durante la Guerra Civil Estadounidense. El 3 de julio de 1863, como parte de la Carga de Pickett durante la batalla de Gettysburg, Armistead dirigió su brigada hasta el punto más lejano alcanzado por las fuerzas confederadas durante la carga, un punto que ahora se conoce como la marca de agua alta de la Confederación. Sin embargo, él y sus hombres se vieron abrumados, y fue herido y capturado por las tropas de la Unión. Murió en un hospital de campaña dos días después.

## Primeros años
Armistead, conocido por sus amigos como "Lo" (de Lotario), nació en la casa de su bisabuelo, John Wright Stanly, en New Bern, Carolina del Norte, de Walker Keith Armistead y Elizabeth Stanly. Procedente de una respetada familia militar, Armistead era de ascendencia enteramente inglesa, y todos sus ancestros habían estado en Virginia desde principios del siglo XVII. El primero de sus antepasados en emigrar a Norteamérica fue William Armistead de Yorkshire, Inglaterra. El padre de Armistead fue uno de los cinco hermanos que lucharon en la Guerra de 1812; otro fue el Mayor George Armistead, el comandante de Fort McHenry durante la batalla que inspiró a Francis Scott Key a escribir "The Star-Spangled Banner", que más tarde se convertiría en el himno nacional de Estados Unidos. Por parte de su madre, su abuelo John Stanly fue congresista y su tío Edward Stanly fue gobernador militar del este de Carolina del Norte durante la Guerra Civil.
Armistead asistió a la Academia Militar de los Estados Unidos, pero renunció tras un incidente en el que rompió un plato sobre la cabeza de su colega cadete (y futuro general confederado) Jubal Early. Sin embargo, también tenía dificultades académicas, particularmente en francés (un tema de dificultad para muchos cadetes de West Point de esa época), y algunos historiadores citan el fracaso académico como su verdadera razón para abandonar la academia.
Su influyente padre logró obtener para su hijo una comisión de teniente segundo en el 6.º de Infantería de los Estados Unidos el 10 de julio de 1839, aproximadamente en el momento en que sus compañeros se graduaron. Fue ascendido a teniente primero el 30 de marzo de 1844. El primer matrimonio de Armistead fue con Cecelia (sic) Lee Love, prima lejana de Robert E. Lee, en 1844, quien le dio dos hijos: Walker Keith Armistead y Flora Lee Armistead.
Armistead luego sirvió en Fort Towson, Arkansas, Fort Washita cerca de la frontera de Oklahoma. Sirviendo en la guerra de México, fue nombrado capitán brevet para Contreras y Churubusco, herido en Chapultepec, y fue nombrado mayor brevet para Molino del Rey y Chapultepec.
Armistead continuó en el ejército después de la guerra de México, asignado en 1849 al servicio de reclutamiento en Kentucky, donde se le diagnosticó un caso grave de erisipela, pero más tarde se recuperó. En abril de 1850, los Armisteads perdieron a su pequeña hija, Flora Love, en el cuartel Jefferson. Armistead fue enviado a Fort Dodge, pero en el invierno tuvo que llevar a su esposa Cecelia a Mobile, Alabama, donde murió el 12 de diciembre de 1850, por una causa desconocida. Volvió a Fort Dodge. En 1852 la casa de la familia Armistead en Virginia se incendió, destruyendo casi todo. Armistead se despidió en octubre de 1852 para ir a casa y ayudar a su familia. Mientras estaba de licencia, Armistead se casó con su segunda esposa, la viuda Cornelia Taliaferro Jamison, en Alejandría, Virginia, el 17 de marzo de 1853, y ambos se fueron al oeste cuando Armistead regresó al servicio poco después.
La nueva familia Armistead viajó de puesto en puesto en Nebraska, Misuri y Kansas. La pareja tuvo un hijo, Lewis B. Armistead, que murió el 6 de diciembre de 1854, y también fue enterrado en el cuartel Jefferson junto a Flora Lee Armistead. Fue promovido a capitán el 3 de marzo de 1855. Su segunda esposa, Cornelia Taliaferro Jamison, murió el 3 de agosto de 1855 en Fort Riley, Kansas, durante una epidemia de cólera.
Entre 1855 y 1858 Armistead sirvió en puestos en el río Smokey Hill en el territorio de Kansas, Fort Bent, Pole Creek, el río Laramie y la bifurcación republicana del río Kansas en el territorio de Nebraska. En 1858, su 6.º Regimiento de Infantería fue enviado como parte de los refuerzos desplegados en Utah después de la Guerra de Utah. Al no ser requeridos allí, fueron enviados a California con la intención de enviarlos al Territorio de Washington. Sin embargo, un ataque Mojave contra civiles en la carretera Beale Wagon Road desvió a su regimiento hacia los desiertos del sur a lo largo del río Colorado para participar en la expedición Mojave de 1858-59.

## Guerra Civil

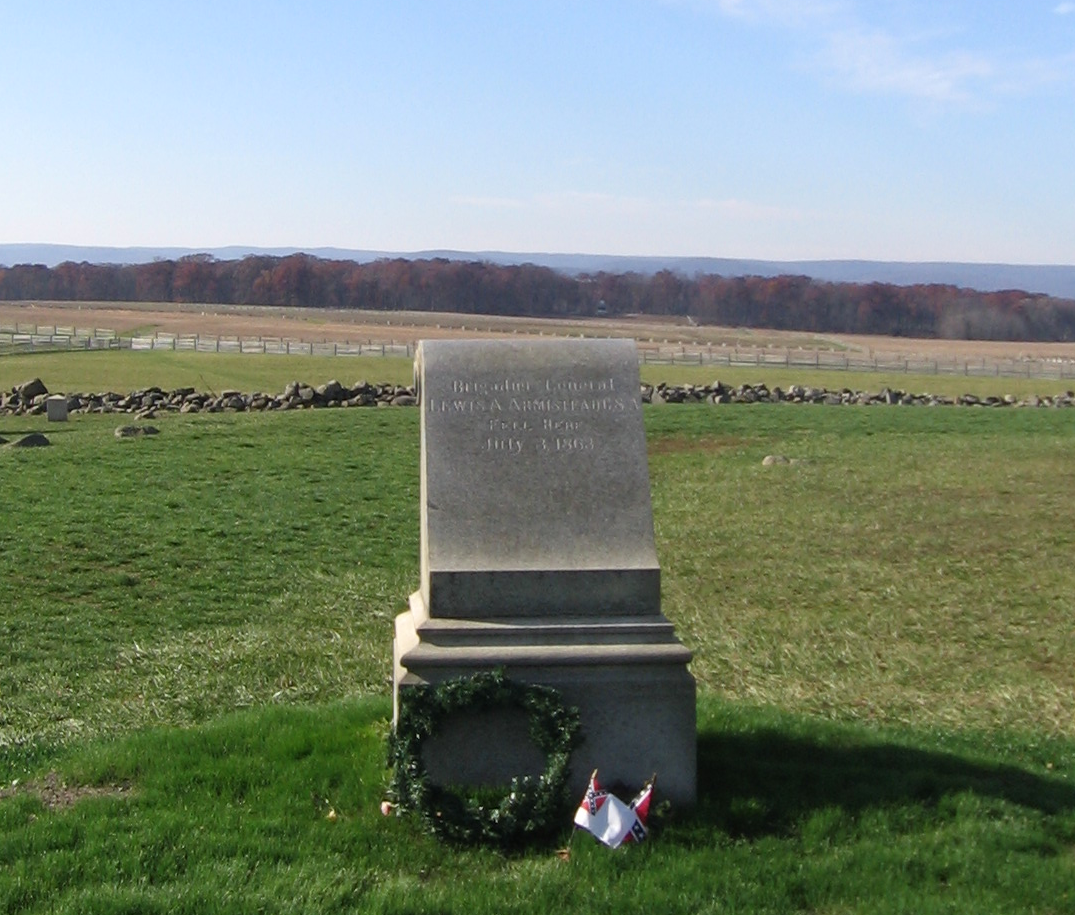
Este monumento en el campo de batalla de Gettysburg marca el lugar aproximado donde Armistead fue herido de muerte. El muro detrás del monumento marca las líneas de la Unión.

Cuando comenzó la Guerra Civil, el Capitán Armistead estaba al mando de la pequeña guarnición del New San Diego Depot en San Diego, que fue ocupada en 1860. Fue un amigo cercano de Winfield Scott Hancock, sirviendo con él como intendente en Los Ángeles, California, antes de la Guerra Civil. Los informes dicen que en una fiesta de despedida antes de unirse al ejército confederado, Armistead le dijo a Hancock: "Adiós, nunca sabrás lo que esto me ha costado".
Cuando comenzó la guerra, Armistead partió de California a Texas con los Fusiles Montados de Los Ángeles, luego viajó hacia el este y recibió una comisión como comandante, pero fue ascendido rápidamente a coronel del 57.º regimiento de infantería de Virginia. Sirvió en la parte occidental de Virginia, pero pronto regresó al este y al ejército de Virginia del Norte. Luchó como comandante de brigada en Seven Pines, y luego bajo el mando del General Robert E. Lee en las batallas de los Siete Días (donde fue elegido para encabezar el sangriento asalto a Malvern Hill), y en la segunda batalla de Bull Run. En Antietam, sirvió como jefe de policía de Lee, un trabajo frustrante debido a los altos niveles de deserción que asolaron al ejército en esa campaña. Luego estuvo al mando en la división del Mayor General George Pickett en Fredericksburg. Debido a que estuvo con el Primer Cuerpo del Teniente General James Longstreet cerca de Norfolk, Virginia, en la primavera de 1863, se perdió la batalla de Chancellorsville.
En la batalla de Gettysburg, la brigada de Armistead llegó la tarde del 2 de julio de 1863. Armistead fue herido de muerte al día siguiente mientras dirigía su brigada hacia el centro de la línea de la Unión a cargo de Pickett. Armistead dirigió su brigada desde el frente, agitando su sombrero desde la punta de su sable, y llegó a la pared de piedra en el "Angle", que sirvió como objetivo de la carga. La brigada llegó más lejos en la carga que ninguna otra, un evento a veces conocido como la Marca de Agua Alta de la Confederación, pero fue rápidamente abrumada por un contraataque de la Unión. A Armistead le dispararon tres veces justo después de cruzar la pared. El Capitán de la Unión Henry H. Bingham recibió los efectos personales de Armistead y llevó la noticia al General de División Winfield Scott Hancock, quien era amigo de Armistead desde antes de la guerra.
Se creía que las heridas de Armistead no eran mortales; le habían disparado en la parte carnosa del brazo y debajo de la rodilla, y según el cirujano que lo atendió, ninguna de las heridas causó daño a los huesos, las arterias o los nervios, por lo que fue llevado a un hospital de campaña de la Unión en la Granja de George Spangler, donde murió dos días después. El Dr. Daniel Brinton, el cirujano jefe del hospital de la Unión, esperaba que Armistead sobreviviera porque calificó las dos heridas de bala de "no serias". Escribió que la muerte "no fue por sus heridas directas, sino por una bacteria secundaria, fiebre y postración".
Lewis Armistead está enterrado junto a su tío, el teniente coronel George Armistead, comandante de la guarnición de Fort McHenry durante la batalla de Baltimore, en el cementerio Old Saint Paul's en Baltimore, Maryland.